# لایه‌ای‌قارچیان
لایه‌ای‌قارچیان (به لاتین: Meruliaceae) تیره‌ایای از قارچ‌ها از راسته تاقچه‌ای‌قارچ‌سانان (Polyporales) هستند. بر اساس برآورد سال ۲۰۰۸، این خانواده دارای ۴۷ سرده و ۴۲۰ گونه است. تا تاریخ آوریل ۲۰۱۸ , Index Fungorum 645 گونه در خانواده را می‌پذیرد.